# 尼古拉伯爾切斯庫鄉 (巴克烏縣)
46°29′N 26°54′E / 46.483°N 26.900°E
尼古拉伯爾切斯庫鄉（羅馬尼亞語：Comuna Nicolae Bălcescu, Bacău），是羅馬尼亞的鄉份，位於該國東北部，由巴克烏縣負責管轄，面積55平方公里，海拔高度185米，2004年人口9,388，人口密度每平方公里172人。